# مايك ريتشاردز
مايك ريتشاردز (بالإنجليزية: Mike Richards)‏ (و. 1985 – م) هو لاعب هوكي الجليد، من كندا، ولد في كينورا، أونتاريو، شارك في ألعاب أولمبية شتوية 2010.

## جوائز
حصل على جوائز منها:
- كأس ستانلي.

## روابط خارجية
- مايك ريتشاردز على موقع دوري الهوكي الوطني (الإنجليزية)
- مايك ريتشاردز على موقع قاعة مشاهير الهوكي (لاعب أن.إتش.أل) (الإنجليزية)
- مايك ريتشاردز على موقع EliteProspects.com (الإنجليزية)
- مايك ريتشاردز على موقع HockeyDB.com (الإنجليزية)
- مايك ريتشاردز على موقع Hockey-Reference.com (الإنجليزية)
- مايك ريتشاردز على موقع أوليمبيديا (الإنجليزية)
- مايك ريتشاردز على موقع اللجنة الأولمبية الكندية (الإنجليزية)